# ACI CLUJ SA
SC ACI CLUJ SA este o firmă de construcții din Cluj-Napoca, România, fondată pe baza antreprizei de construcții din cadrul Grupului de Șantiere cu sediul în Cluj (fondată în 1952).
Înființarea societății este datată la 21 decembrie 1990 sub denumirea de Societatea Comercială ACI Cluj S.A. În 1993, ACI Cluj este privatizată prin metoda MEBO, devenind astfel una dintre cele mai mari firme de contrucții din țară cu capital integral privat.
Este deținută începând din 2003 de Ioan Aschilean, Horia Ciorcilă (președintele Băncii Transilvania), Dorel Goia (principalul acționar al Teraplast), Gicu Agenor Gansca (care este acționar la mai multe firme de construcții din Transilvania) .
ACI Cluj a colaborat la contrucția mai multor obiective importante din țară (printre altele centrala nucleară de la Cernavodă) și din străinătate (Germania, Rusia, Egipt, Libia), dar în special la realizarea unor lucrări reprezentative pentru Cluj-Napoca.
Societatea deține o filială care desfășoară activități de construcții în Germania, filială care a fost înființată în anul 1995, sub numele de ACI Cluj S.A. - Niederlassung Deutschland, având sediul în orașul Düsseldorf și un birou în München.
Compania are sediul central în Cluj-Napoca și deține la Cluj un șantier de construcții și unul de instalații, o bază de producție dotată cu stații de betoane, ateliere pentru producția industrială și un punct de exploatare produse de balastieră.
ACI Cluj mai deține în localitatea Dej o bază de producție cu stații de betoane și o stație de sortare produse de balastieră în comuna Bata, județul Cluj.
Cifra de afaceri în 2007: 32,6 milioane euro (107,5 milioane lei)